# Santo Cristo de Burgos (1726)
Il galeone Santo Cristo de Burgos San Juda Tadeo y de las Benditas Ánimas del Purgatorio andò perso per naufragio sull'isola di Ticao il 23 luglio 1726.  Si trattava di uno dei galeoni più grandi della sua epoca, dislocava circa 4.000 tonnellate ed era armato con 52 cannoni di bronzo e ferro. Al momento del suo affondamento, era completamente carico di merci destinate al mercato di Acapulco, in Messico.

## Storia
Il Santo Cristo de Burgos San Juda Tadeo y de las Benditas Ánimas del Purgatorio era un galeone di Manila, che aveva fatto viaggi dalle Filippine a Manila nel 1713, 1715, 1717, e nel 1721 trasportò dalla Nuova Spagna il nuovo Governatore e Capitano generale delle Filippine, Toribio José Miguel de Cossío y Campa Marchese di Torre Campo, accompagnato dalla moglie, dai suoi otto figli e da diversi parenti e servi, che si imbarcarono ad Acapulco il 10 aprile dello stesso anno, per recarsi nell'arcipelago filippino. Il nuovo governatore arrivò a Manila il 23 luglio e il giorno successivo assunse l'incarico, trascorrendo nelle Filippine i successivi otto anni.
Posto al comando del capitano generale Francisco Sánchez de Tagle, la nave completò l'allestimento per il viaggio commerciale verso Acapulco, in Messico il 3 giugno 1726, e fu autorizzata a salpare dal governatore Toribio José Miguel de Cossío y Campa l'11 giugno. Il galeone salpò da Cavite l'8 luglio 1726, dopo una cerimonia religiosa che vide portare a bordo la statua di Nostra Signora del Rosario, la recitazione da parte degli ufficiali del Salve Regina e un'ultima ispezione da parte degli ufficiali del re alla nave, al comandante e al suo equipaggio. Il galeone levò l'ancora alle 1:30 pomeridiane, transitando per la baia di Manila e continuando a imbarcare merci nel tratto di mare tra Mariveles e Corregidor. L'equipaggio era formato dal comandante, da 3 piloti, dal nostromo, alcuni ufficiali e 252 membri dell'equipaggio, e a bordo vi era un numero sconosciuto di passeggeri.
Il giorno 11 il Santo Cristo de Burgos San Juda Tadeo y de las Benditas Ánimas del Purgatorio passò vicino all'isola di Luban, e tre giorno dopo costeggiò Mindanao. Dopo aver doppiato Punta del Diavolo, all'alba del giorno 19 si ormeggiò sulla costa sud-orientale dell'isola di Ticao tra Sorsogon e Masbate in attesa di venti favorevoli, gettando l'ancora in trentacinque braccia d'acqua. Il giorno 22 si alzò un forte vento e sembrò che la nave potesse salpare per entrare nel cosi detto "Embocadero" che portava ad attraversare lo Stretto di San Bernardino. Il giorno successivo il vento da nord-ovest continuò ad aumentare di intensità, e quando uscì il sole passò a spirare da nord, aumentando di forza. Il comandante e gli ufficiali ordinarono di gettare altre due ancore filanti, portando il totale a tre, ma il vento continuò a spirare più forte, arrivando dapprima da nord-est, poi da est, e infine da est-sud-est con furia crescente, alzando onde vorticose. All'incirca all'una del pomeriggio, grandi onde riuscirono ad alzare la prua della nave, da cui furono messi in atto dei tentativi tramite l'ancora di prua a sud-ovest per cercare di stabilizzare il galeone.
A poco a poco la violenza del vento e dell'acqua si placarono, e seguì una tregua che durò fino alle quattro del pomeriggio, quando si vide chiaramente una tempesta formarsi verso sud-ovest che in breve tempo si scatenò in tutta la sua violenza scagliando contro la nave una massa confusa di acqua color verde scuro.
Alle sei del tardo pomeriggio, il tempo precario persisteva e secondo la testimonianza del marinaio Andrés Phelipe la nave venne gradualmente sospinta su un banco di sabbia arenandosi di fianco. Per alleggerire la nave e aiutarla a raddrizzarsi, immediatamente l'equipaggio afferrò le asce abbattendo l'albero maestro, l'albero di trinchetto e l'albero di mezzana che l'uragano aiutò a mandare fuori bordo. Entro le nove in punto i venti si calmarono e spirarono verso terra, lasciando il galeone arenato sul lato di babordo nelle secche sabbiose. Anche con l'arrivo dell'alta marea, il Santo Cristo de Burgos San Juda Tadeo y de las Benditas Ánimas del Purgatorio rimase irrimediabilmente bloccato su un fianco, e poi si aprirono delle falle sullo scafo causate dal moto impietoso delle onde e del vento. Nel disastro non vi furono morti, e senza perdere tempo il capitano generale del galeone riferì del naufragio al Governo di Manila attraverso l'alcalde di Albay, Nicolas Osorio, al quale ordinò di venire con provviste, asce, navi e 500 uomini nel minor tempo possibile. La costa dove si trovano i sopravvissuti sbarcati era desolata e disabitata, e si aveva bisogno di navi per il trasporto e uomini per creare aperture nello scafo del galeone arenato al fine di recuperarne il carico.  Sebbene de Tagle avesse proibito ai membri dell'equipaggio di abbandonare la nave per aiutare a recuperare in carico, non tutti obbedirono. Dato che nessun soccorso arrivava da Albay a causa del maltempo, il generale capitano iniziò un massacrante lavoro di salvataggio che continuò giorno e notte, lavorando in condizioni durissime rese pericolose dalle maree, e dal fatto che il fasciame del galeone di stava letteralmente aprendo consentendo all'acqua di penetrare in profondità all'interno dello scafo. Il 5 agosto il relitto venne interessato da un incendio scoppiato misteriosamente.

### La commissione d'inchiesta sul naufragio
Il governo della Colonia pretese che fosse costituita un'apposita commissione di inchiesta che valutasse le cause del naufragio, condotta dal giudice Julian Ignacio de Velasco. Nel più assoluto segreto vennero interrogati circa trenta persone, marinai, artiglieri e passeggeri, tutti spagnoli, mentre i nati portoghesi, francesi, filippini e messicani testimoniarono dal 9 al 13 settembre 1726 in udienza preliminare svoltasi nell'isola di Ticao. Questa isola era una delle tre isole principali di Masbate, ed era importante per il commercio dei galeoni in quanto si trovava lungo la loro rotta rotta marittima ed era una delle ultime tappe per caricare acqua, legna da ardere, vettovaglie ed eventualmente merce di contrabbando prima di dirigersi verso lo "Embocadero" e continuare il lungo viaggio attraverso l'Oceano Pacifico verso Acapulco. Testimonianze archeologiche dell'importanza dell'isola sono costituite dalla presenza di antiche ceramiche straniere provenienti da Cina, Vietnam e Thailandia oltre a perle di vetro e monete antiche in sepolture e abitazioni.
La Commissione d'inchiesta chiese ai testimoni se la perdita del galeone potesse essere attribuita all'imperizia dei piloti e degli ufficiali, o altro per commissione o omissione, in base alle norme di navigazione. Molti dei testimoni non avevano alcune esperienza di navigazione, e dichiararono di non poter dare giudizi sul merito, mentre Joseph Bermúdez dichiarò che il naufragio era avvenuto per volontà divina. La dichiarazione qualificata del quinto teste, l'artigliere Geronimo Bermúdez attribuita il disastro al fatto che il galeone non fosse stato ancorato al posto di ormeggio regolarmente utilizzato, ma da un'altra parte. La dichiarazione di Bermúdez costrinse la Commissione a sospendere le indagini per richiedere il parere di due esperti, il capitano Antonio Pinto e il capitano Henríquez Hermán, entrambi piloti veterani, per fare luce sulla vitale questione sollevata da Bermúdez. Il capitano Pinto, che aveva eseguito uno studio sui venti e i moti ondosi degli ancoraggi di Ticao dichiarò in primis che se il galeone fosse stato ancorato al posto di ormeggio regolamentare sarebbe affondato più rapidamente, mentre in seconda che anche se il galeone fosse stato ormeggiato nel posto di ancoraggio regolare, non avrebbe potuto salpare l'ancora o tagliarne i cavi per navigare in cerca di un porto sicuro o iniziare la navigazione prima della tempesta a causa dei forti venti e l'immediato rischio di naufragio nelle secche del porto di Ticao.
Il capitano Herman concluse invece che, in primo luogo, sulla base delle ragioni da lui addotte, era difficile affermare che il galeone sarebbe affondato se fosse stato posto nell'ancoraggio regolare; e in secondo luogo, se lo fosse stato sarebbe salpato in tempi molto più brevi, se si tentava di tagliare i cavi dell'ancora, considerando i forti venti. Affrontare la tempesta nell'ancoraggio regolamentare era la cosa da fare, e c'era speranza che le ancore avessero retto, e se il galeone le avesse trascinate, come aveva fatto, l'equipaggio e passeggeri non sarebbero morti anche se la nave fosse affondata.
Dalle indagini preliminari e da altri "procedimenti giudiziari" menzionati dal documento, la Commissione trovò alcune persone colpevoli della perdita del galeone. Il 15 settembre 1726, un mese e mezzo dopo il disastro, senza menzione di alcun processo sui documenti, il giudice Velasco ordinò la carcerazione e il sequestro dei beni dei seguenti accusati: Francisco Sánchez de Tagle, capitano generale, sposato, 26 anni, da Burgos, Spagna; Juan Antonio de Vivanco, capitano di nave, scapolo, 30 anni, da Burgos, Spagna; Antonio Gil, capo pilota, sposato, 38 anni, da Siviglia, Spagna; Juan de Miranda, secondo pilota, sposato, 46 anni, di Manila; Sebastián de Salazar, terzo pilota, sposato, 25 anni, di Manila; Juan Miguel Capelo, nostromo, sposato, 42 anni, di Siviglia, Spagna. La loro prigionia consisteva nella reclusione nell'accampamento sulla costa di Ticao che si estendeva dal porto fino al luogo del naufragio. Questo era per la comodità nel continuare l'investigazione e l'assistenza nel recupero delle merci reali. Qualsiasi violazione della reclusione sarebbe stata penalizzata con mille pesos di multa.
In sei sedute diverse, dal 10 settembre al 19 settembre 1726, gli ufficiali accusati apparvero davanti al giudice Velasco per rispondere a specifiche domande sul proprio comportamento dal momento della partenza del galeone da Cavite fino alla sua perdita nell'isola di Ticao.
Dopo le udienze preliminari, il giudice affrontò un grave problema, in quanto si trovava su una piccola isola dove non vi erano né avvocati né giuristi che potevano fungere da pubblico ministero o da difensori degli imputati. Comunicò la cosa alla Real Audiencia di Manila, che nominò in qualità di pubblico ministero il capitano Vicente de Lucea, che dovette rinunciare per la stretta amicizia con alcuni degli accusati e il suo interesse nel commercio dei galeoni. Dopo aver scelto il capitano Manuel Orendain, quest'ultimo rinunciò a causa della sua parentela con il terzo pilota, uno degli accusati. Accettò l'incarico, prestando il relativo giuramento, don Pablo de Aroza, sebbene non fosse professionalmente e intellettualmente qualificato per il lavoro, che si mise subito al lavoro per presentare le accuse nel più breve tempo possibile.
Il pubblico ministero presentò una lista articolata di accuse sia contro il generale capitano Francisco Sánchez de Tagle che contro gli ufficiali. In particolare accusò de Tagle di non aver controllato che il carico fosse ben stivato, al fine di rendere completamente manovrabile la nave. Durante il controllo preliminare dell'8 giugno il generale capitano aveva dichiarato che il galeone era idoneo alla partenza, con le merci correttamente accatastate, e che successivamente aveva consentito l'imbarco di ulteriori merci, violando espressamente le leggi in vigore. Avendo trovato a bordo persone senza permesso di imbarco, invece di rimandarle a terra come prigioniere, si era limitato a sbarcarle senza altre conseguenze. Al raggiungimento di Ticao, non aveva ancorato il galeone come previsto dalle norme vigenti, e dove sarebbe stato probabilmente al sicuro.  Inoltre de Tagle era responsabile di non aver fornito le previste razioni ai cannonieri spagnoli e ai membri dell'equipaggio dal giorno della partenza al giorno del naufragio. Il pubblico ministero chiese l'imposizione di sanzioni consone alla gravità della sua colpa e il risarcimento del costo e del danno.
Come i suoi compagni accusati, il capitano de Tagle non aveva un avvocato difensore. Respinse tutte le accuse mossegli, affermando che il galeone era idoneo alla navigazione, sicuro e ben rifornito. Il lato di sinistra e quello di dritta del galeone potevano essere bilanciati solo quando era in navigazione, e non mentre era ancora in porto. Qualsiasi sbandamento del galeone verso un lato poteva essere corretto dal riordino quotidiano del carico che avveniva sotto la supervisione dei piloti. Testimoniò che era una pratica comune caricare merci non registrate dopo che il galeone era salpato dal porto e aveva regolarmente trovato un posto per loro nella stiva. I regolamenti erano solo precauzioni contro il carico di più merci rispetto al manifesto di carico, e il non caricare altre merci rispetto al manifesto avrebbe comportato gravi perdite commerciali. Aveva permesso ai passeggeri senza permesso di imbarcarsi perché loro erano diretti solo a Ticao e non c'erano stati disagi per la nave e per l'equipaggio. Sul fallimento dell'ancoraggio al posto regolamentare, il generale capitano affermò che era dovere dei piloti, e non suo o del primo ufficiale, scegliere il posto di ancoraggio. Il capitano poteva essere incolpato, se l'ancoraggio regolamentare avveniva in un porto sicuro e chiuso, ma Ticao era solo uno scalo tecnico per caricare acqua e legna da ardere. Inoltre, altri piloti avevano usato a Ticao ancoraggi differenti da quello normale. Anche se era pratica non distribuire razioni mentre la nave si trovava ancora nelle acque filippine, egli ordinò che fossero consegnate a chi le richiedeva.
Contro Antonio Gil, Juan de Miranda, Sebastián de Salazar e Juan Miguel Capelo, in qualità di piloti e nostromo, furono contestate le accuse di aver permesso al galeone di prendere il mare senza che fossero state adeguatamente caricate le merci e reso idoneo alla navigazione. Durante l'ispezione dell'8 luglio, era stato confermato che la nave era pronta per navigare, ma appena preso il mare ci si era dovuti fermare avendo scoperto che il carico era stato imbarcato in modo improprio e così si dovette gettare l'ancora perché la nave fosse riordinata. Inoltre, il galeone avrebbe dovuto essere ancorato nel posto di ancoraggio regolamentare dove probabilmente non sarebbe naufragato. Juan de Vivanco venne accusato di aver mancato al suo dovere di maestro della nave per non aver dato le razioni ai cannonieri spagnoli e ai membri dell'equipaggio dal giorno in cui il galeone era salpato fino alla sua perdita. Fu inoltre accusato di non essersi opposto alla scelta di gettare l'ancora nel luogo in cui si trovava il galeone al momento della sua distruzione, e che avrebbe dovuto insistere per cercare la sicurezza nel regolare posto di ancoraggio. Il pubblico ministero chiese pesanti sanzioni per questi cinque ufficiali, e il risarcimento dei costi e dei danni subiti. La linea difensiva dei cinque ufficiali fu sostanzialmente la stessa del capitano, aggiungendo inoltre che avevano scelto un posto migliore del normale ancoraggio a causa della sua profondità delle acque. Salazar, il terzo pilota, aggiunse che non è stato possibile raggiungere l'ancoraggio regolamentare per mancanza di vento, cosa che avrebbe prolungato la loro permanenza in mare per almeno un giorno. L'usanza di trattenere le razioni dei cannonieri e dei membri dell'equipaggio fino a quando la nave non avesse lasciato i mari filippini, era dovuta al buon senso. Quando i cannonieri e l'equipaggio finivano le proprie provviste portate a bordo, gettavano fuoribordo i contenitori vuoti, generalmente di vasetti terracotta, liberando prezioso spazio a bordo del galeone.

### Il processo
Il processo iniziò il 27 settembre 1726. De Tagle presentò sei testimoni a difesa, Vivanco quattro, Salazar quattro, Gil quattro, Miranda tre, Capelo quattro, tutti tratti dal personale imbarcato.  Le loro pubbliche testimonianze diedero risalto al fatto che il galeone fosse perfettamente adatto alla navigazione e sicuro quando salpò dal porto di Cavite e che l'ancoraggio dove era stato distrutto fosse stato utilizzato più volte da altri galeoni. Se il Santo Cristo de Burgos San Juda Tadeo y de las Benditas Ánimas del Purgatorio fosse stato nell'ancoraggio regolamentare, sarebbe stato naufragato in brevissimo tempo e con le rocce e le secche ivi presenti si sarebbero perse molte vite umane.
Nel mese di ottobre gli imputati presentarono una istanza per essere prosciolti da tutte le accuse. Il 9 dello stesso mese il giudice Velasco riferì alla Real Audiencia dichiarando "casuale e senza colpevoli" la perdita del galeone, poiché si era fatto tutto il possibile per prevenirla. Dichiarò il comandante della nave, il secondo e il terzo pilota e il nostromo assolti dalle accuse, mentre il generale capitano colpevole del secondo capo di accusa e il primo pilota colpevole del primo. Il generale comandante era colpevole di aver permesso il carico di merci, anche se registrate, dopo che la nave era salpata dal porto. Il primo pilota era responsabile di aver preso il mare con il galeone inclinato verso dritta, tanto da dover gettare l'ancora per correggerne l'inclinazione. Gli altri imputati furono condannati al pagamento di metà delle spese processuali.
Le conclusioni del giudice Velasco erano sostanzialmente sfavorevoli alla Real Audiencia di Manila, e il procuratore generale espresse alcune perplessità su alcuni punti e sulle sanzioni inflitte al generale capitano e al capo pilota, che considerava troppo leggere. Il procuratore generale chiese quindi al Presidente della Real Audiencia di applicare l'esecuzione della sentenza. Quello che è successo nella mente del presidente è lasciato alla speculazione, in quanto il generale capitano era suo genero.
La mozione sulla leggerezza delle pene inflitte del procuratore generale fu presa in considerazione, ma entro il gennaio 1727 il caso fu sospeso in quanto gli ufficiali del galeone non avevano ancora fatto ritorno a Manila da Ticao e la Real Audiencia non aveva un sufficiente numero di ufficiali per l'esecuzione della sentenza.
Il 13 gennaio, un decreto della Real Audiencia fu pienamente sfavorevole agli imputati, e vennero allertati i guardiani del forte di Santiago a Manila e di San Felipe a Cavite, gli ufficiali delle Guardie Civili e altri ufficiali, che dovevano tenersi pronti a eseguire i prossimi ordini. Il 18 gennaio vennero emessi i decreti di esecuzione della pena, ordinando la reclusione e la confisca di tutti i beni di famiglia. Il seguenti funzionari furono incaricati di eseguire l'ordine di reclusione e di sequestro: don Francisco López de Adán, uditore dell'Audiencia, per Francisco Sánchez de Tagle; don Felix Andrés de León, portiere dell'Audiencia, per Juan Miguel Capelo; il generale Antonio Fernández de Roxas, sovrintendente di forte San Felipe, per Antonio Gil; l'assistente Francisco Martinez, uditore dell'Audiencia, per Juan de Miranda; il capitano Bernardo Jorge de Yllumba, magistrato distrettuale, per Juan de Vivanco; il sergente maggiore Juan Manuel Pérez de Tagle, per Sebastián de Salazar. Tutti gli ufficiali disponevano di una scorta armata, ed erano accompagnati da un notaio, ma non vi furono episodi di resistenza all'arresto.  Francisco Sánchez de Tagle fu consegnato a Joseph de Aguirre, direttore del forte di Santiago, il 20 gennaio, alle dieci di sera, Miguel Capelo fu portato al Forte di San Felipe a Cavite in quella stessa data, tra le sette e le otto di sera, e Antonio Gil allo stesso forte, Juan de Miranda, che era stato arrestato fuori dalle mura di Manila, fu consegnato all'aiutante di campo Juan de Neyra per la detenzione temporanea fino all'apertura delle porte della città la mattina dopo, e poi condotto alla prigione reale. Dopo una ricerca dalle cinque del mattino per Juan de Vivanco, egli fu arrestato presso la residenza del sergente maggiore Pedro Gonzales de Rivera e portato nella prigione delle "Casas de Cabildo", mentre Sebastiano de Salazar fu portato nella prigione reale di Manila, il 20 gennaio, alle nove della sera.
Particolarmente delicato fu l'arresto e la notifica del sequestro dei beni del capitano generale de Tagle, genero del nuovo governatore e capitano generale delle isole, e che era anche Presidente della Real Audiencia, Fernando de Valdés y Tamón. In effetti, la scorta armata usata Lopez de Adan venne presa dall'élite delle Guardie in virtù di un ordine speciale governatore. Si trattava di sei soldati e un caporale, e l'operazione iniziò alle sette di sera del 20 gennaio. Circondata la casa, López de Adán entrò solo in compagnia del notaio e notificò a de Tagle il decreto reale di arresto, mentre il notaio gli lesse quello del sequestro dei beni. De Tagle disse che accettava le notifiche e chiamò un servitore che al suo ordine diede le chiavi di casa a López de Adán e allora si procedette ad inventariare tutto ciò che si trovava nell'immobile. la cui consegna formale si non poté fare per il fatto che il direttore generale, don Gregorio Padilla y Escalante, risiedeva fuori dalle mura della città, le cui porte erano già chiuse. López de Adán, quindi, ordinò al capitano Francisco de Vivanco, magistrato distrettuale, che abitava nelle vicinanze, di presentarsi in loco, il quale, una volta arrivato e aver ascoltato motivo della sua convocazione, accettò di compiere il suo dovere, procedendo con la confisca, la consegna e il deposito dei beni del generale comandante. Il capitano Vivanco assunse l'incarico di legale fiduciario di tutti i beni, sotto l'obbligo e il rischio di incorrere nelle pene previste, di consegnarli al Fisco. Dopo che López de Adán chiese a de Tagle se avesse altri beni in qualsiasi luogo o con altre persone, alla risposta negativa di quest'ultimo sotto giuramento fece accompagnare il prigioniero a Forte Santiago.
Il 1 febbraio 1727, su istanza del pubblico ministero, il tribunale notificò ai prigionieri di presentare qualsiasi cosa potessero usare a loro discolpa per le accuse mossegli in precedenza. A marzo, nel quartiere di Parian, fuori le mura cittadine, iniziò un nuovo giro di udienze presiedute come giudice da don Francisco Martínez. Questa volta tutti gli accusati erano difesi da un avvocato. Ai testimoni presentati fu posta una serie di dodici domande ciascuno. Quello che è successo può essere osservato dal caso particolare di de Tagle, difeso da don Francisco Jiménez, un membro dell'Audiencia, che presentò nove testimoni a difesa, ed al termine delle loro deposizioni, nove giorni dopo, l'avvocato Jiménez presentò le sue argomentazioni, dichiarando che nella perdita del galeone non vi era stato alcun "inganno, frode o negligenza"  e il disastro era solo il risultato delle pessime condizioni meteorologiche. Il viaggio da Cavite a Ticao era stato di normale, senza spiacevoli incidenti, e non era la prima volta che il Santo Cristo de Burgos San Juda Tadeo y de las Benditas Ánimas del Purgatorio si ancorava in quel punto, dove poi era andato perduto. Il punto di ancoraggio ufficiale non permetteva comunque di salpare con facilità per raggiungere l'"Embocadero" quando era esplosa la tempesta, e i galeone sarebbe stato comunque distrutto in tempi rapidi se avesse utilizzato l'ancoraggio regolare, con perdite umane.
Ovunque il galeone fosse stato ancorato, non avrebbe potuto salpare con la tempesta, e se lo avesse fatto con qualsiasi tipo di vento, debole o contrario, sarebbe stato messo in pericolo dalla presenza delle secche e delle forti correnti. Le decisioni prese allora da de Tagle erano le migliori possibili, e dopo il naufragio egli prese ogni mezzo possibile per salvaguardare i beni del re e il effetti personali e ha agito oltre il proprio dovere. Sulla base di questi risultati, Jimenez chiese l'assoluzione del suo cliente in quanto non colpevole.
Il 30 aprile 1727 la Real Audiencia emetteva la sua decisione sui ricorsi degli imputati. La Real Audiencia respinse le accuse contro Francisco Sánchez de Tagle, tranne quelle relative all'imbarco di passeggeri senza permesso, e dichiarò che la pratica di non dare razioni ai membri dell'equipaggio sino a che la nave non avesse lasciato le acque delle Filippine un "abuso e una cattiva pratica" e per questo veniva condannato a pagare 200 pesos al Ministero della Finanze. Le accuse contro il capo pilota Antonio Gil e il secondo pilota Juan de Miranda portarono al loro licenziamento. La Real Audiencia respinse le accuse contro il comandante della nave Juan de Vivanco, ma lo condannò al pagamento di 200 pesos al Ministero delle Finanze. Le accuse contro il terzo pilota Sebastián de Salazar e il nostromo Juan Miguel Capelo vennero confermate, così come venne mantenuta decisione di Velasco per cui gli accusati dovevano pagare metà delle spese processuali.
Il caso fu trasmesso dalla Real Audiencia di Manila al Reale e Supremo Consiglio delle Indie in Spagna con le relative decisioni assunte a Manila. Si raccomandava l'assoluzione degli ufficiali del galeone, con l'eccezione del terzo pilota, Sebastián de Salazar, per colpa di alcuni conteggi non accurati che impedivano l'ulteriore prosecuzione del suo lavoro. La Real Audiencia chiese al Reale e Supremo Consiglio delle Indie di considerare il fatto che il generale capitano de Tagle, uno degli accusati, era il genero del governatore delle isole che era in carica al momento del disastro. Gli Uditori della Real Audiencia presumevano che i testimoni apparsi nelle diverse epoche del procedimento contro de Tagle e gli altri ufficiali avrebbero testimoniato a favore degli ufficiali per paura. Quando avrebbero potuto testimoniare senza alcuna costrizione, dissero gli Uditori, alcuni aspetti del caso potrebbero essere riaperti. Alla raccomandazione della Real Audiencia mancava vistosamente la firma del Presidente della stessa, il suocero di de Tagle.
A quasi quattro anni dalla data della perdita del galeone, l'anno dopo che il suocero di de Tagle divenne governatore delle Filippine, la decisione del Reale e Supremo Consiglio delle Indie fu emessa a Madrid il 14 febbraio 1730. Essa confermava la decisione emessa dalla Real Audiencia di Manila, il 30 aprile 1727, escluse le sanzioni di 200 pesos imposte a Francisco Sánchez de Tagle e Antonio Gil. Il 28 giugno 1730, dopo una revisione di tutti gli atti, il Consiglio integrò e rivide la sua decisione, assolvendo tutti gli ufficiali del galeone da tutte le accuse mosse a loro carico.

### La ricerca del relitto
È stato eseguito un sondaggio in loco per cercare il luogo dell'effettivo affondamento del Santo Cristo de Burgos al largo delle coste dell'isola di Ticao. L'area di indagine era di 127,19 chilometri quadrati e si estendeva per 28 km da nord a sud lungo la costa orientale dell'isola. Il Museo Nazionale delle Filippine ha collaborato con il WWF e ha svolto rilievi batimetrici e magnetometrici, nonché valutazioni visive sottomarine utilizzando uno SCUBA per verificare le anomalie rilevate e altri oggetti legati al naufragio come ceramiche e pietre di zavorra. L'indagine ha prodotto il ritrovamento di porcellane cinesi blu e bianche smaltate, vasi smaltati verde oliva e frammenti di gres thailandese. Una scoperta interessante è stata un cucchiaio di conchiglia simile a quello recuperato nel sito del relitto di galeone San José a Masbate datato 1694. I ricercatori credevano che i materiali provenissero dal Santo Cristo de Burgos.
Nonostante le indagini molto approfondite, la nave stessa o i carichi principali, in particolare i 52 cannoni, non furono mai ritrovati. È molto probabile che il relitto del Santo Cristo de Burgos sia stato completamente recuperato, poiché si trovava in acque poco profonde. Ci sono prove che la nave si sia arenata nella zona per la presenza di pietre di zavorra. Dopo i risultati dell'indagine, il Museo Nazionale delle Filippine e il WWF hanno deciso di chiudere il progetto di ricerca.

### Annotazioni
1. ↑  Le sue considerazioni erano contenute in 248 fogli e 251 a tergo.

### Fonti
1. ↑  Wrecksite.
2. 1 2  Villamor 1920, p. 250.
3. ↑  Biografias.
4. 1 2  Mallari 1990, p. 65.
5. 1 2 3 4  Mallari 1990, p. 66.
6. 1 2  Mallari 1990, p. 67.
7. 1 2 3 4  Mallari 1990, p. 68.
8. 1 2 3 4  Mallari 1990, p. 69.
9. 1 2 3 4  Mallari 1990, p. 70.
10. ↑  Mallari 1990, p. 71.
11. ↑  AGI EC, Diario del Capitán D. Juand e Miranda 8, Septiembre 1726.
12. 1 2  Mallari 1990, p. 72.
13. 1 2 3 4 5 6 7 8 9 10  Jago-on, Orillaneda 2019, p. 12.
14. 1 2 3 4 5 6  Mallari 1990, p. 73.
15. 1 2 3 4 5 6 7  Mallari 1990, p. 74.
16. ↑  AGI EC, Declaración del Capitan Henrique Hermán, Ticao, 14 Septiembre 1726.
17. 1 2 3 4 5 6 7 8 9 10 11 12  Mallari 1990, p. 75.
18. 1 2 3 4 5 6 7 8 9 10 11 12 13 14 15 16  Mallari 1990, p. 76.
19. 1 2 3 4 5 6 7 8  Mallari 1990, p. 77.
20. 1 2 3 4 5 6 7 8 9 10  Mallari 1990, p. 78.
21. ↑  AGI EC, Fiscal to President of Audiencia. Manila, 15 Noviembre 1726.
22. 1 2 3 4 5 6  Mallari 1990, p. 80.
23. 1 2 3 4 5 6  Mallari 1990, p. 81.
24. 1 2 3 4 5 6 7 8  Mallari 1990, p. 82.
25. 1 2 3 4 5 6 7 8 9 10 11 12 13 14  Mallari 1990, p. 83.